# Martin Max
Martin Max (født 7. august 1968 i Tarnowskie Góry, Polen) er en pensioneret tysk fodboldspiller af polsk afstamning, der spillede som angriber hos fire forskellige Bundesliga-klubber. I nævnte rækkefølge spillede han for Borussia Mönchengladbach, Schalke 04, 1860 München og Hansa Rostock. I alle klubberne viste han sin store målfarlighed, der har gjort ham til en af de mest scorende spillere i Bundesligaens historie.
Max vandt i 1995 den tyske pokalturnering med Borussia Mönchengladbach, og fejrede i 1997 sin største triumf, da han blev UEFA Cup-vinder med Schalke 04. I sin tid hos 1860 München blev han to gange, i 2000 og 2002 topscorer i Bundesligaen.

## Landshold
På trods af sin store målfarlighed og succes i Bundesligaen, nåede Max kun at spille én kamp for Tysklands landshold. Den faldt den 17. april 2002, da han blev skiftet ind i en venskabskamp mod Argentina.

## Titler
DFB-Pokal
- 1995 med Borussia Mönchengladbach

UEFA Cup
- 1997 med Schalke 04